# Michael Lunn (departementschef)
 For alternative betydninger, se Michael Lunn. (Se også artikler, som begynder med Michael Lunn)
Michael Lunn (født 15. februar 1944 i København) var en mangeårig embedsmand i staten, der blev pensioneret som departementschef i Justitsministeriet i 2011. Han er søn af professor og psykiater  Villars Lunn.

## Baggrund og karriere
Michael Lunn er student fra 1962 fra Gentofte Statsskole og cand. jur. fra Københavns Universitet i 1968. Han læste til L.L.M. fra Harvard Law School og blev sekretær i Justitsministeriet 1968.
Som kontorchef i Justitsministeriet (fra 1977) blev han konstitueret dommer i Østre Landsret 1980-1981. Derefter blev han afdelingschef i Justitsministeriet fra 1981-1983, departementschef i Energiministeriet fra 1983-1991 (først under Knud Enggaard) og derefter departementschef i Justitsministeriet fra 1991 til 2011 (først under Hans Engell).

## Helle Thorning-Schmidts skattesag
I forbindelse med Helle Thorning-Schmidts skattesag fortalte Michael Lunn officielt Helle Thorning-Schmidt, at det ikke ville have gjort en forskel for afgørelsen af hussagen, hvis Stephen Kinnock kun havde været i landet i 33 uger. Derved endte hun med at få et svar hun kunne fortælle de mange fremmødte journalister i Kastrup Lufthavn, at hun nok havde givet den forkerte oplysning i den første mail, men det betød ikke noget alligevel. Dette fremgik af det såkaldte telefonnotat, der refererede til en telefonsamtale i oktober 2009 med justitsminister Lars Barfoed, hvor Thorning-Schmidt blev informeret om, at B.T. havde fået aktindsigt i hendes korrespondance med netop Justitsministeriet om at få tilladelse til at registrere sin mand, Stephen Kinnock, som medejer af sit hus i Kuhlausgade i København. Efter telefonsamtalen med Barfoed bad hun om at blive ringet op af Michael Lunn, daværende departementschef i Justitsministeriet.

## Øvrigt
Med sine godt 27 år som departementschef nåede Michael Lunn at rådgive i alt 12 ministre og blev anset på Christiansborg for være en gammeldags socialdemokrat af  Auken-skolen.
Han er nu medlem af bestyrelsen for Danmarks Nationalbank og Det Kongelige Teater.
Lunn sidder i bestyrelsen på Vikingeskibsmuseet i Roskilde.